# Mireille Ndiaye
Mireille Ndiaye (geborene Mireille Brenner; * 17. Januar 1939 in Lomé, Französisch-Togo; † 22. März 2015 in Lomé, Togo) war eine senegalesische Verwaltungsjuristin.

## Familie
Brenner wurde 1939 als Tochter von Carl Marcellin Brenner und Louise von Doering (1908–1983) geboren, die beide deutscher und togolesischer Abstammung waren. Ihr Großvater mütterlicherseits Hans Georg von Doering (1866–1921) war stellvertretender Gouverneur der deutschen Kolonie Togo. Ihr Bruder Yves Brenner war während des Studiums mit Abdou Diouf befreundet, der 1981 Präsident des Senegal wurde.
Mireille Ndiaye war mit Fara Ndiaye (1935–1995) verheiratet, einem Politiker der Senegalesischen Demokratischen Partei, der auch in der Nationalversammlung Senegals saß.
Mireilles Tochter Sibeth Ndiaye (* 1979) brachte sich in Frankreich neben Emmanuel Macron in die Politik ein und wurde am 31. März 2019 zur Regierungssprecherin und Staatssekretärin beim Premierminister ernannt.

## Karriere
Nach dem Abschluss in Rechtswissenschaften an der Universität von Paris wurde Ndiaye zunächst stellvertretende Richterin beim unteren Gericht von Dakar und danach Generalanwältin beim Obersten Gerichtshof Senegals. Danach war sie gleichzeitig Vorsitzende der Strafkammer des Kassationsgerichts und Gerichtsinspektorin.
Ndiaye saß ab 2003 im senegalesischen Verfassungsrat und war von 2004 bis zu ihrem Ruhestand im April 2010 dessen Vorsitzende. In dieser Funktion folgte ihr Cheikh Tidiane Diakhaté nach.
Mireille Ndiaye starb am 22. März 2015 in der togolesischen Hauptstadt Lomé und wurde auf dem  katholischen Friedhof Bel-Air in Dakar bestattet.
Ihr wurde der Ordre national du Lion verliehen.